# نیکول حسام
نیکول حسام (انگلیسی: Nicole Hosp؛ زادهٔ ۶ نوامبر ۱۹۸۳) اسکی‌باز آلپاین اهل اتریش است.